# KAIROS-Preis
Der KAIROS-Preis Europäischer Kulturpreis wird seit 2007 jährlich durch die Alfred Toepfer Stiftung F. V. S. in Hamburg verliehen. Die internationale Auszeichnung ist mit 75.000 Euro dotiert. Über die Preisvergabe entscheidet ein unabhängiges Kuratorium.
Mit dem KAIROS-Preis sollen europäische Künstler und Wissenschaftler aus den Bereichen bildende und darstellende Kunst, Musik, Architektur, Film, Fotografie, Literatur und Publizistik ausgezeichnet werden. Berücksichtigt werden dabei „sowohl künstlerische Individuallleistungen als auch die Leistungen derer, die oft – jenseits der öffentlichen Wahrnehmung – Kultur in Europa ermöglichen und ihr entscheidende Impulse geben: Produzenten, Verleger, Galeristen und andere Initiatoren“ (lt. Selbstdarstellung). Benannt ist dieser Preis, der sich ausdrücklich nicht als Auszeichnung für ein abgeschlossenes Lebenswerk versteht, nach Zeus’ jüngstem Sohn Kairos, dem Gott des rechten Augenblicks.

## Preisträger
- 2007: Albrecht Dümling, Musikwissenschaftler[1]
- 2008: Tímea Junghaus, Kunsthistorikerin
- 2009: Sidi Larbi Cherkaoui, Choreograph[2]
- 2010: Andri Snær Magnason, isländischer Schriftsteller
- 2011: Şermin Langhoff, Theatermacherin
- 2012: Katell Gélébart, französische Designerin[3]
- 2013: Paweł Althamer, Video- und Installationskünstler[4]
- 2014: Jasmila Žbanić, bosnische Filmemacherin
- 2015: Eike Roswag, deutscher Architekt[5]
- 2016: Teodor Currentzis, griechisch-russischer Dirigent[6]
- 2017: Inci Bürhaniye und Selma Wels, Verlegerinnen des binooki-Verlags[7]
- 2018: Jan Gerchow, Direktor des Historischen Museums Frankfurt
- 2019: Nihad Kreševljaković, bosnischer Historiker und Theaterregisseur[8]
- 2020: Agnes Meyer-Brandis, Medienkünstlerin
- 2021–2023: nicht verliehen
- 2024: Salomé Jashi, georgische Dokumentarfilmerin